# 1752 en France
Chronologie de la France
- 1748
- 1749
- 1750
- 1751
- 1752
- 1753
- 1754
- 1755
- 1756

Cette page concerne l’année 1752 du calendrier grégorien.

## Événements
- 2 et 3 janvier : émeute de subsistance à Arles[1] ; les meneurs sont sévèrement châtiés : l’un est pendu, huit condamnés aux galères à vie et d’autres à dix et cinq ans[2].

- 27 janvier : la Sorbonne condamne la thèse de l’abbé de Prades (doute sur la divinité de Jésus Christ)[3].
- 7 février : un arrêt du Conseil du roi de France ordonne la suppression de l’Encyclopédie[4].
- 11 février : arrêt du Parlement de Paris contre l’abbé de Prades et exil[3].
- Février : création de cent offices de barbiers-perruquiers à Versailles[5].

- 20 mars : affaire des refus de sacrements ou des « billets de confession » dans l’archevêché de Paris. Le 20 mars, Bouettin, curé de Saint-Étienne-du-Mont, refuse l’extrême onction à un oratorien janséniste. Sa mort provoque un scandale[6]. Le Parlement part en guerre contre Bouettin, alors que le roi vient au secours de l’Église officielle contre les parlementaires. Au Conseil d’en haut, d’Argenson et le parti dévot soutiennent les « constitutionnaires » antijansénistes, pendant que Machault et la Pompadour naviguent entre les deux groupes alliés, augustinien et curial. Le conflit s’envenime à la fin de l’année (12 décembre), à la suite de refus de sacrements qui concernent les nonnes jansénistes.
- 27 mars : le pasteur protestant François Bénezet est exécuté à Montpellier[7].
- 4 avril : un arrêt du Conseil casse le décret de prise de corps contre Bouettin[8].
- 18 avril : arrêt du parlement de Paris qui défend les refus de sacrements. Il interdit « à tout ecclésiastique de ne faire aucun acte tendant au schisme, notamment aucun refus public de sacrement, sous prétexte de défaut de présentation de billet de confession ou de déclaration du nom du confesseur, ou de l’acceptation de la bulle Unigenitus »[6] Le 29 avril, un arrêt du Conseil rappelle le silence imposé en matière religieuse et la soumission due à la constitution Unigenitus, loi du royaume. Le 14 mai, le roi institue une commission bipartite d’évêques et de magistrats pour statuer sur la question des billets de confession, mais elle n’aboutit pas[8].
- 20-21 avril : émeute de subsistance à Rouen[9], suivie de cinq pendaisons et d’une condamnation aux galères.

- 30 juillet : Louis-Antoine de Rouillé, secrétaire d’État de la Marine institue par un règlement l'Académie royale de marine de Brest, institutionnalisant l’initiative d’un groupe d’officiers de marine brestois, animé par le capitaine d’artillerie Sébastien Bigot de Morogues, qui devient le premier directeur. L’Académie ouvre le 31 août[10].

- 10 août : troubles protestants à Lédignan, dans les Cévennes ; le prieur de Ners et le curé de Lédignan sont blessés, celui de Quillan est tué[11].

- 12 - 24 septembre : séjour de Stanislas Leszczynski à Versailles[12].
- 19 septembre : le pasteur Paul Rabaut présente une requête en faveur des Protestants au marquis de Paulmy, sur le grand chemin de Montpellier à Nîmes[11].

- 17 octobre : la marquise de Pompadour reçoit la faveur du tabouret comme une duchesse[13]. Sa liaison avec le roi s’estompe mais elle garde son influence. Elle lui fournit des maîtresses successivement logées au Parc-aux-Cerfs. De ces liaisons naissent une dizaine de bâtards, qui ne sont pas légitimés[14].

- 12 décembre : un conseiller du Parlement de Paris dénonce deux refus de sacrements faits à deux religieuses jansénistes, à Paris, par le curé et les vicaires de Saint-Médard[15].
- 30 décembre : Anne-Robert Turgot (1727-1781) devient conseiller au Parlement de Paris[16].